# Фаленопсис Брейса
Фаленопсис Брейса — (лат. Phalaenopsis braceana) — моноподиальное эпифитное трявянистое растение семейства Орхидные. 
Вид не имеет устоявшегося русского названия, в русскоязычных источниках чаще используется научное название Phalaenopsis braceana.

## Синонимы
По данным Королевских ботанических садов в Кью:
- Doritis braceana Hook.f., 1890 basionym
- Kingidium braceanum (Hook.f.) Seidenf., 1988
- Biermannia naviculare Tang & F.T.Wang ex Gruss & Rollke, 1997

## Биологическое описание
Листья немногочисленные продолговато-эллиптические, до 2,5 см длиной и 0,8 см шириной. В сухой сезон опадающие. Недостаток фотосинтезирующей поверхности мелких листьев компенсируется хорошо развитыми зелёными корнями.
Свисающий цветонос несёт по 3-8 эффектных вариабельных по окраске цветков диаметром 2-3,5 см. Цветёт весной. Цветы без запаха.

## Ареал, экологические особенности
Восточные Гималаи, Бутан, Мьянма, южные провинции Китая и Вьетнам 

Встречается в горных лесах на высотах между 1100 и 1700 метров над уровнем моря, в отдельных случаях был найден на высотах около 2100 метров.

## История
Долгое время этот вид был известен по единственному рисунку Брейса и считался формой Phalaenopsis taenialis. Цветы Phalaenopsis braceana и Phalaenopsis taenialis широко варьируются по окраске, оба — с розовой губой. В 1986 году этот фаленопсис был окончательно выделен в отдельный вид.

## В культуре
В коллекциях редок.
Температурная группа — от умеренной до теплой.
Для стимуляции цветения в осенне-зимний период температуру понижают до 15-20°С днем и 10-15°С ночью. А полив значительно сокращают, обходясь опрыскиванием корней или субстрата. Phalaenopsis braceana может переносить достаточно низкие температуры, вплоть до 0 °C. В период покоя растение сбрасывает листья и полностью прекращает рост корней. Весной и летом полив обильный, полной просушки субстрата не любит. Наиболее предпочтительна посадка на блок.